# Michel Ange Lancret
Michel Ange Lancret (París, 15 de diciembre de 1774 – 17 de diciembre de 1807) fue un ingeniero del Cuerpo de Puentes y Caminos del gobierno francés. 
Se graduó en la École polytechnique en 1794 y se convirtió en Ingeniero de Puentes y Caminos en 1797. Formó parte del grupo de expertos de la Comisión de Artes y Ciencias que participó en la Campaña napoleónica en Egipto y Siria en 1798, compuesta por 167 técnicos.
Lancret se ocupó de describir varios monumentos de las orillas del Nilo y restos de la antigua civilización de los faraones. Hoy es recordado porque redactó el primer informe sobre la Piedra de Rosetta, publicado por la recién fundada asociación científica de Napoleón en El Cairo, el Institut d'Égypte. En ese informe ya anotó que la estela presentaba tres inscripciones, la primera en jeroglíficos y la tercera en griego antiguo, y sugirió con acierto que las tres podían ser versiones de un mismo texto. El informe de Lancret, fechado el 19 de julio de 1799, fue leído en una reunión del Institut unos días después, el 25 de julio.
A su regreso a Francia, fue nombrado en abril de 1802 para ser comisario de lo que luego sería la publicación Description de l'Égypte, de la que fue director desde 1805 hasta su muerte en 1807.

## Publicaciones
- Mémoire sur les courbes à double courbure, présenté le 6 Floréal de l'an X (25 avril 1802) à l'Académie des sciences, Enlace.

- Mémoire sur les développoïdes des courbes planes, des courbes à double courbure et des surfaces développables, lu le 22 décembre 1806 à l'Académie des sciences, Enlace.

- Mémoire sur le système d'imposition territoriale et sur l'administration des anciennes provinces de l'Égypte dans les dernières années du gouvernement des Mamlouks, Par feu Michel-Ange Lancret, dans Description de l'Égypte, État moderne, Tome premier, 1809, p. 233 à 260.

- Description de l'île de Philæ, dans Description de l'Égypte Antiquités-Descriptions, Tome premier, 1809, p. 1 à 60.

- Mémoire sur le canal d'Alexandrie, Par MM. Lancret et Chabrol, dans Description de l'Égypte, État moderne, Tome second, 1812, p. 185 à 194.

- Notice Topographique sur la partie de l'Égypte comprise entre Ramânyeh et Alexandrie et les environs du lac Mareotis, Par MM. Chabrol et feu Lancret, dans Description de l'Égypte, État moderne, Tome second, 1812, p. 483 à 490.

- Notes détachées sur quelques parties de l'Architecture des Arabes, Par feu Michel-Ange Lancret, dans Description de l'Égypte, État moderne, Tome second, IIe partie, Appendice, 1822 p. 769-770.

- Notice sur la branche Canopique, Par feu Michel-Ange Lancret, dans Description de l'Égypte, Antiquités-Mémoires, tome premier, 1809, p. 251-254.

- Description d'Héliapolis, Par MM. Lancret et du Bois-Aymé, dans Description de l'Égypte, Antiquités-Descriptions, tome second, 1818, p. 465 à 482.